# Pholcophora americana
Pholcophora americana är en spindelart som beskrevs av Banks 1896. Pholcophora americana ingår i släktet Pholcophora och familjen dallerspindlar. Inga underarter finns listade i Catalogue of Life.